# Famoxadone
Famoxadone (ISO-naam) is een fungicide voor gebruik in de landbouw. Het werd in 1989 ontwikkeld door DuPont, dat het enkele jaren later op de markt bracht met de merknaam Famoxate.

## Werking
Famoxadone is in de eerste plaats een preventief middel, dat de kieming van sporangia en de vorming van zoösporen verhindert. Het hecht zich goed aan de bladeren, vooral in de waslaag, en is regenvast. Een deel dringt ook dieper in het blad door. Famoxadone blokkeert de cellulaire ademhaling van mitochondriën in de cellen van schimmels, zodat de energieproductie in de cellen stopt. Famoxadone is onder meer bruikbaar tegen Phytophthora (aardappelziekte).
In de producten die op de markt zijn is famoxadone meestal gecombineerd met een tweede fungicide dat curatief werkt, zoals cymoxanil of flusilazool.

## Regelgeving
Famoxadone werd door de Europese Unie opgenomen in de lijst van toegelaten gewasbeschermingsmiddelen (volgens de Richtlijn 91/414/EEG) voor een periode van 1 oktober 2002 tot 30 september 2012.
In België zijn twee producten met famoxadone erkend: Charisma (famoxadone en flusilazool) voor gebruik bij de teelt van tarwe en gerst, en Tanus (famoxadone en cymoxanil) voor de teelt van prei, aardappelen of sierplanten. In Nederland is Tanus ook erkend voor de teelt van aardappelen.

## Toxicologie en veiligheid
Famoxadone heeft een lage acute orale toxiciteit in ratten. Bij dierproeven zijn geen mutagene of carcinogene eigenschappen vastgesteld, en de stof zou ook geen aandoeningen aan de vruchtbaarheid veroorzaken. Bij proeven op konijnen bleek famoxadone matig irriterend voor ogen en huid. Bij langdurige blootstelling bleek de stof nadelige effecten te hebben op de lever, en bij honden cataract te veroorzaken. Daarom is het nodig om persoonlijke beschermingsmiddelen te dragen bij het toepassen van de stof.
De Wereldgezondheidsorganisatie (WHO) heeft famoxadone ingedeeld in de categorie U (onwaarschijnlijk dat het product bij normaal gebruik een risico oplevert).
De aanvaardbare dagelijkse inname (ADI) is vastgesteld op 0,012 mg/kg lichaamsgewicht per dag.